# Neoathyreus tortuguerensis
Neoathyreus tortuguerensis is een keversoort uit de familie cognackevers (Bolboceratidae). De wetenschappelijke naam van de soort werd in 1995 gepubliceerd door Henry Fuller Howden & Solis.